# Hexaspora pubescens
Hexaspora pubescens es la única especie del género monotípico Hexaspora,  perteneciente a la familia de las celastráceas. Es  originaria de  Australia donde se encuentra en Queensland.

## Taxonomía
Hexaspora pubescens fue descrita por Cyril Tenison White y publicado en Contributions from the Arnold Arboretum of Harvard University 4: 58. 1933.